# Cavalo de mergulho

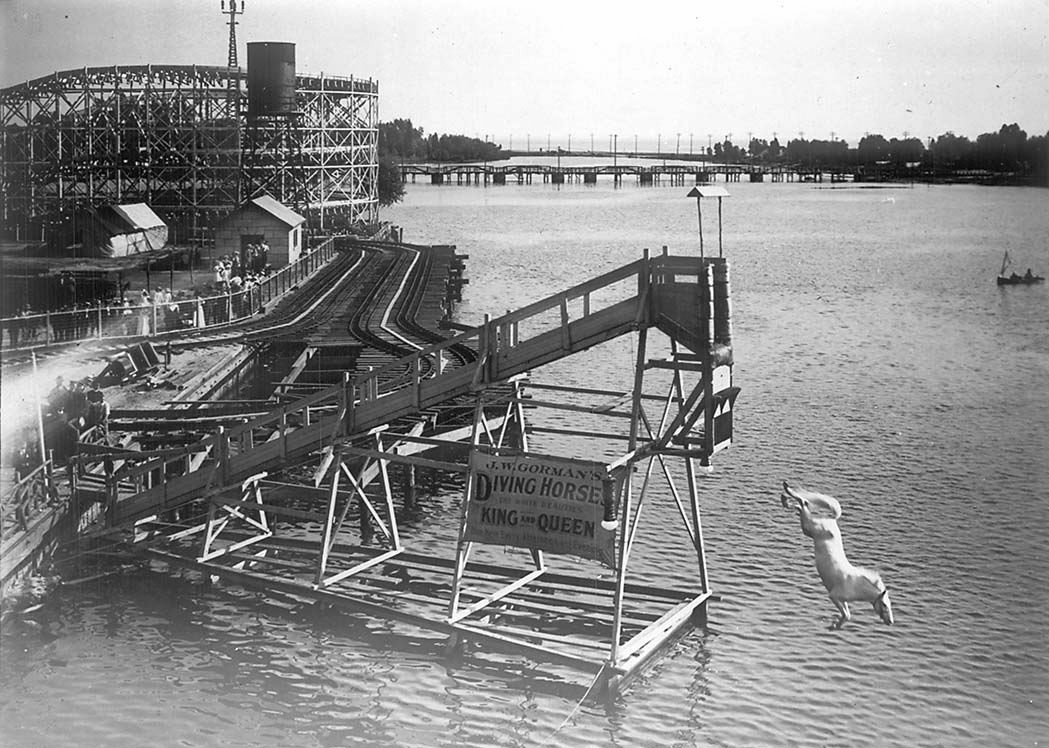
O cavalo do mergulho no parque de diversões de Hanlan, Toronto, Canadá, por volta de 1907.

Cavalo de mergulho é uma atração que era popular em meados dos anos 1880, em que um cavalo mergulharia em uma piscina de água, às vezes de até 18 metros.

## História
William "Doc" Carver inventou os shows de cavalo de mergulho. Alegadamente, em 1881 Carver estava atravessando uma ponte sobre o Rio Platte, Nebraska que parcialmente desmoronou. Seu cavalo caiu e mergulhou nas águas abaixo, inspirando Carver a desenvolver o ato de cavalo de mergulho. Carver treinou vários animais e foi em excursão. Seu parceiro, Al Floyd Carver, construiu a rampa e a torre, a amazona Lorena Carver, filha de Carver, foi a primeira a experimentar a atração. O show tornou-se uma atração fixa do parque de diversões Steel Pier da cidade de Atlantic City.

## Bem-estar animal
A pressão dos ativistas dos direitos dos animais e a diminuição da demanda levaram o ato a ser fechado permanentemente na década de 1970. Os cavalos às vezes mergulhavam quatro vezes por dia. Uma tentativa em 2012 de reviver os shows no Steel Pier foi interrompida quando os defensores do bem-estar animal pediram aos proprietários que não realizassem os shows. O presidente da Sociedade Humana dos Estados Unidos afirmou: "Este é um fim misericordioso para uma ideia colossalmente estúpida."